# Fable III
Fable III é o terceiro da jogo da série Fable, desenvolvido pela Lionhead Studios e publicado pela Microsoft Game Studios e é a sequência de Fable II. Ele foi lançado em 26 de outubro de 2010 para o Xbox 360. A versão para Microsoft Windows foi lançada em 17 de Maio de 2011.
A história se ambienta 50 anos após os eventos de Fable 2 e conta a história do novo Heroí de Albion, um príncipe mimado que deve salvar o reino do tirano Rei Logan, que é o seu próprio irmão.  O jogo tem praticamente nenhuma ligação com o título anterior ou qualquer personagem recorrente (com exceção de Reaver que já tinha aparecido em Fable 2) e apresenta mecânicas de combate mais fluídas, gráficos melhores e um mundo aberto mais vasto, amplo e detalhado.

## Marketing
Pouco antes da Gamescom 2009, imagens e citações apareceram no site da Lionhead, causando discussão sobre qual o próximo jogo que a Lionhead estava fazendo. Durante a conferência de imprensa da Gamescom, onde Fable III foi anunciado por Peter Molyneux, a Lionhead decorou as paredes com bandeiras e escudos medievais.
Seguindo o BAFTA Awards em março de 2009, o apresentador asiático Richard Okubo revelou em sua página do Twitter que tinha lhe sido oferecido uma parte da dublagem em Fable III. Ele também passou a dizer que o comediante Charlie Brooker foi emprestar sua voz para o jogo também.